# Sotirios Moutsanas
Sotirios Moutsanas (Atenas, Grecia, 2 de enero de 1958) fue un atleta de media distancia griego ya jubilado que se especializó en los 800 metros.
Ganó la medalla de bronce en los Juegos Mediterráneos de 1979 y la medalla de plata en la World Student Games. También compitió en el Campeonato Mundial de 1983 y los Juegos Olímpicos de 1984, sin llegar a la final.
Su mejor marca personal fue de 1: 46,36 minutos, logrado durante los Juegos Olímpicos de 1984 en Los Ángeles. Ocupa el segundo puesto en la lista de todos los tiempos griegos de 800 metros, solo por detrás de Panagiotis Stroubakos.